# 781
Năm 781 là một năm trong lịch Julius.